# Stazione di Alessandropoli
La stazione di Alessandropoli (in greco Σιδηροδρομικός Σταθμός Λιμένα Αλεξανδρούπολης) è la principale stazione ferroviaria a servizio della cittadina greca. È gestita dalla OSE.

## Storia
La stazione è stata inaugurata nel 1874.

## Movimento
A partire dal 2015 la stazione è servita dai treni InterCity da/per Salonicco e da tre treni giornalieri convenzionali per Dikaia. Trasporto internazionali come la cosiddetta "Expression Friendship" per Istanbul via Pythion è sospeso dal 2011.